# Municipio de Winona (Dakota del Norte)
El municipio de Winona (en inglés: Winona Township) es un municipio ubicado en el condado de Grant en el estado estadounidense de Dakota del Norte. En el año 2010 tenía una población de 41 habitantes y una densidad poblacional de 0,39 personas por km².

## Geografía
El municipio de Winona se encuentra ubicado en las coordenadas 46°3′45″N 101°34′37″O / 46.06250, -101.57694. Según la Oficina del Censo de los Estados Unidos, el municipio tiene una superficie total de 104.64 km², de la cual 104,45 km² corresponden a tierra firme y (0,19 %) 0,2 km² es agua.

## Demografía
Según el censo de 2010, había 41 personas residiendo en el municipio de Winona. La densidad de población era de 0,39 hab./km². De los 41 habitantes, el municipio de Winona estaba compuesto por el 90,24 % blancos, el 2,44 % eran amerindios y el 7,32 % eran de una mezcla de razas. Del total de la población el 0 % eran hispanos o latinos de cualquier raza.